# BMW 5 Серії (E39)
BMW E39 — це модифікація кузова BMW 5 Серії, яка виготовлялась з 1995 по 2004 роки і стала новим поколінням після кузова BMW E34.

## Історія

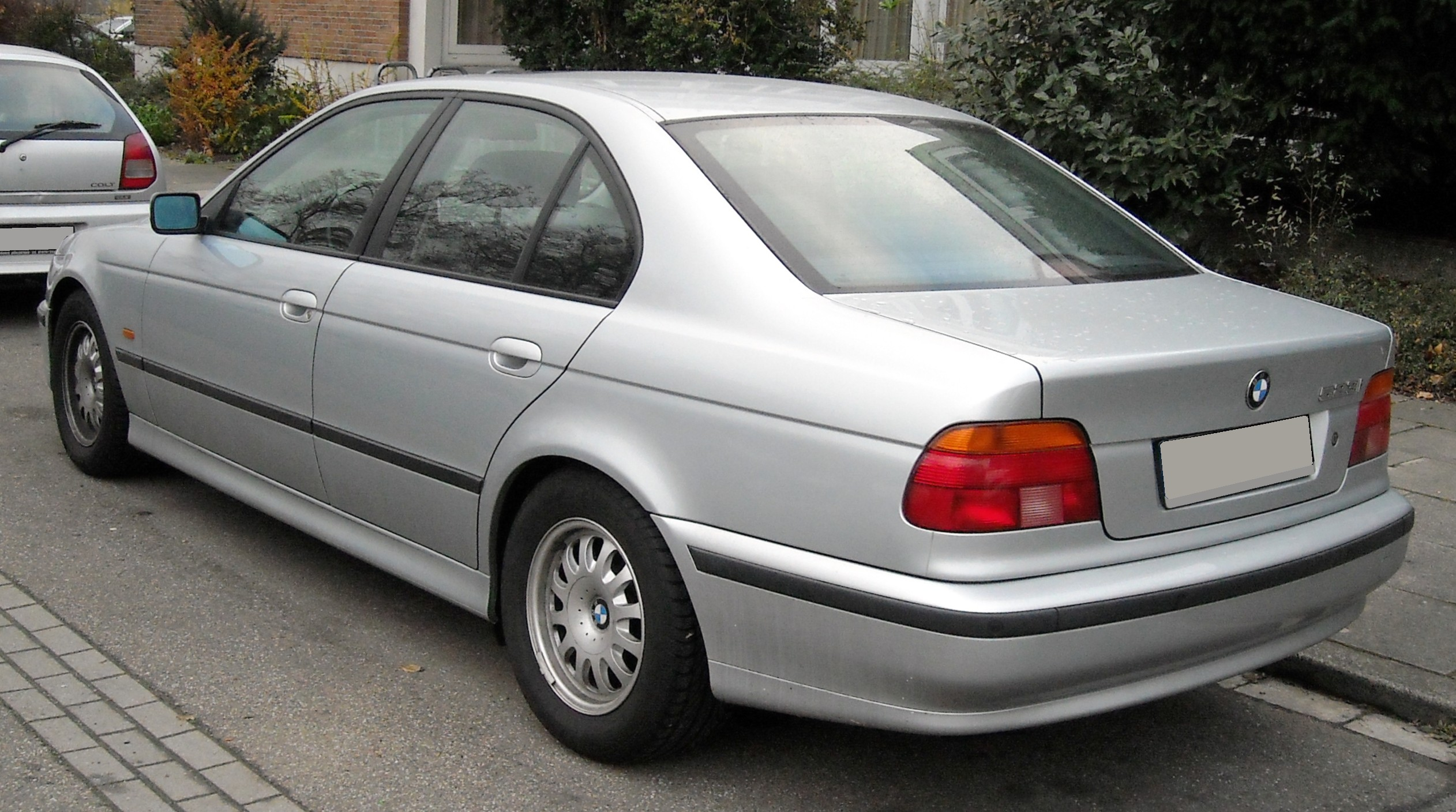
BMW E39 (1995—2000)

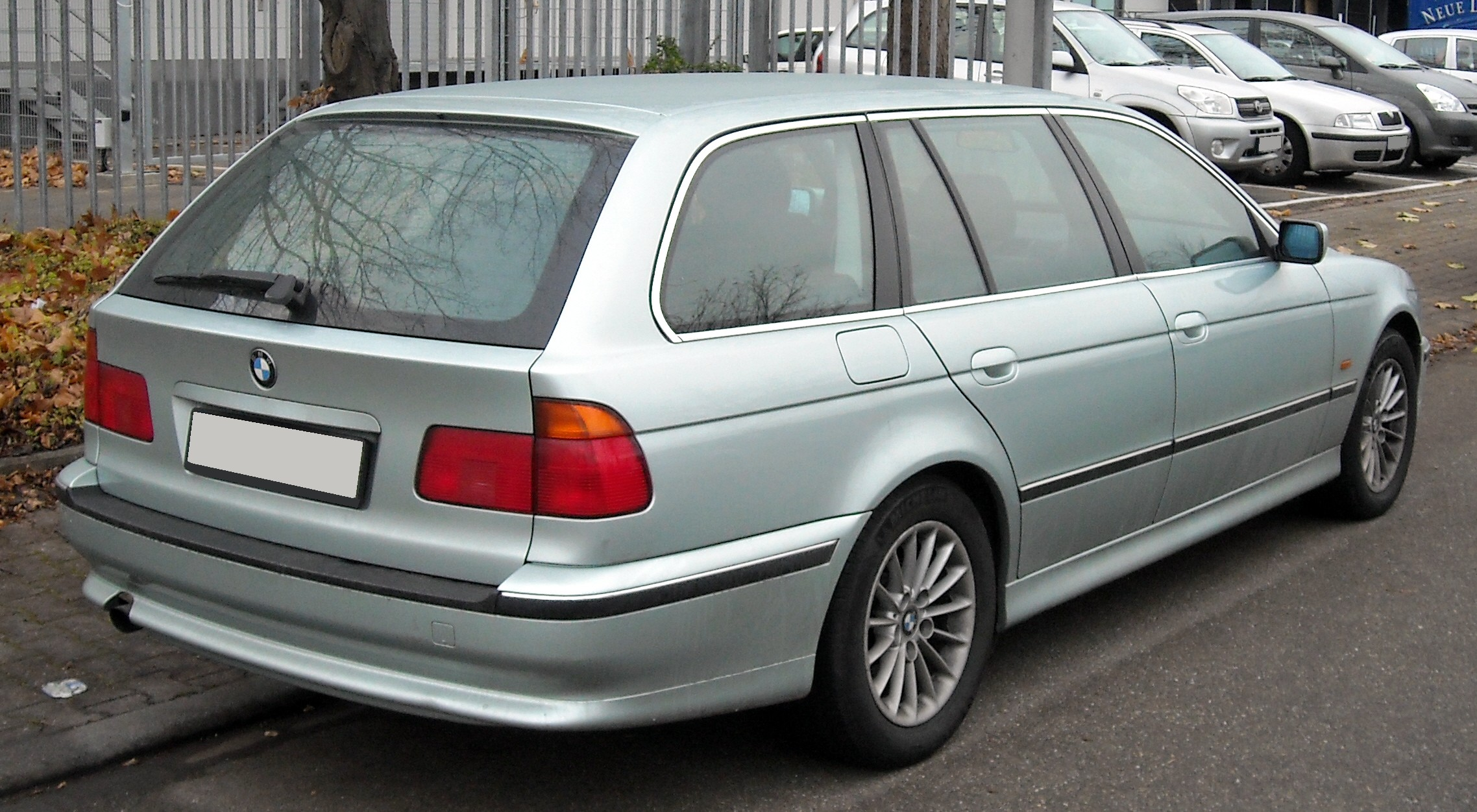
BMW E39 Touring (1997—2000)

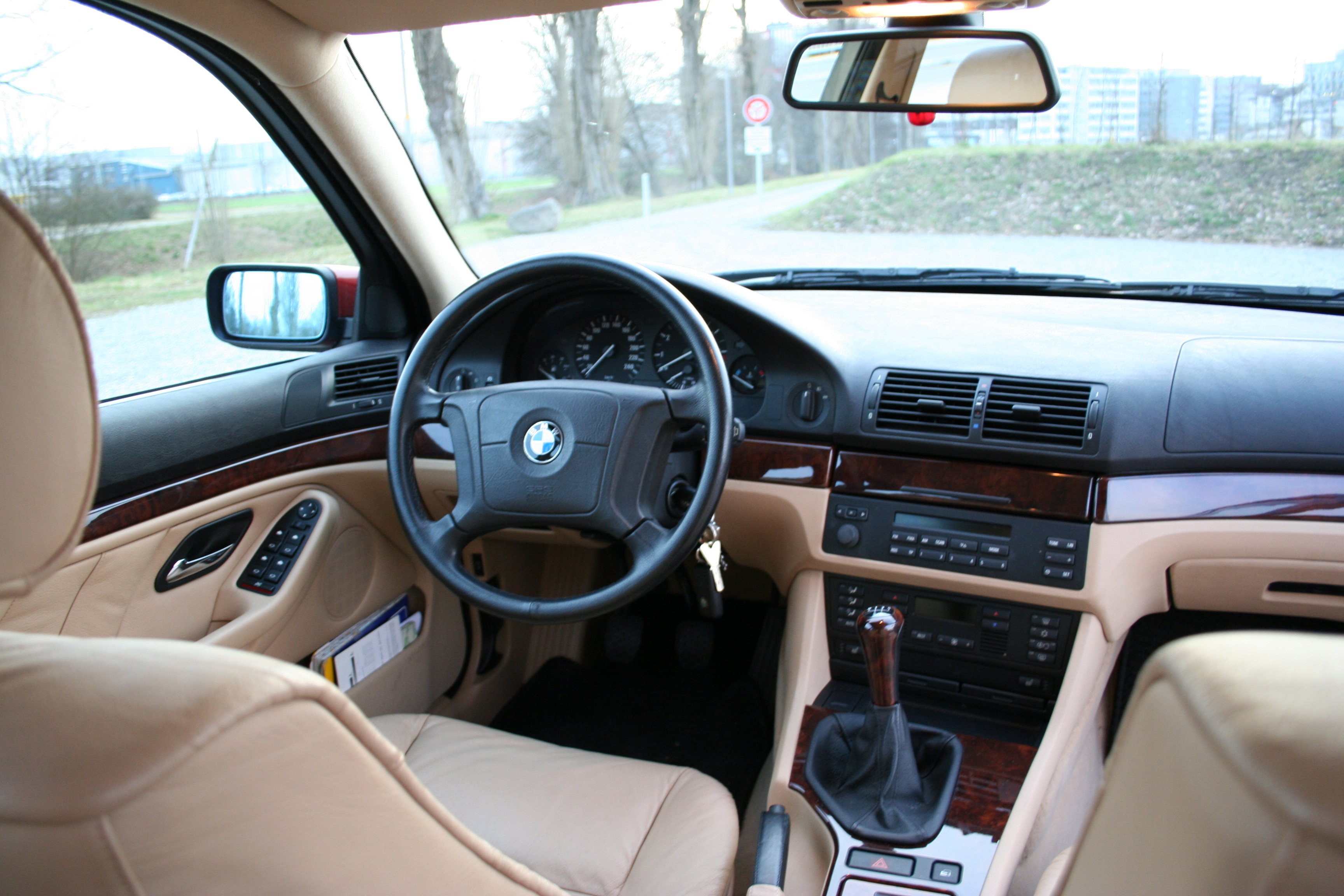
Салон

У вересні 1995 на Франкфуртському автосалоні відбувся дебют нового, вже четвертого покоління автомобілів BMW 5-ї серії (ЕЗ9). Кузов став трохи більшим — на 55 мм у довжину, на 23 у висоту і 49 завширшки, що разом зі збільшенням колісної бази на 70 мм, викликало зміну пропорцій кузова, забезпечивши йому більш короткий звис і особливу елегантність. Плюс до всього кузов значно додав в жорсткості, що підвищило не тільки безпеку, але і поліпшило керованість. Тим не менше, він не став важчим, хоча також, як і попередній, сталевий. Алюміній же широко впроваджений у конструкцію підвіски. З нього зроблені напрямні важелі, кермові тяги, штамповані підрамники передньої й задньої підвісок, опори амортизаційних стійок — все це знизило безпружинні маси на 36 %. Таке полегшення дозволило поліпшити роботу підвіски, а отже, комфорт. Крім того «алюмінізації» піддалися зовнішні труби амортизаторів, гальмові супорти й, звичайно, колісні диски.
Прекрасну поведінку автомобіля на дорозі забезпечує конструкція задньої підвіски — «Інтеграл-4А» з «підрулюючою» дією задніх коліс, аналогічна застосовується на 7-й серії. 
Бампери, виконані з пластмаси, оперізують кузов спереду і ззаду аж до колісних арок і в поєднанні із захисними планками на дверях забезпечують повну окантовку автомобіля. Характерними є здвоєні круглі фари, розміщені під єдиним склом.
Збільшення колісної бази також сприяло створенню більшого комфорту для пасажирів на задніх сидіннях. Салон автомобіля витриманий в традиційному стилі. Місце водія є зразком ергономічності. Як завжди широкий список додаткового обладнання. Серед новинок — установка теплового акумулятора в системі охолодження двигуна. Можливості пристрою такі, що після дводенної стоянки на морозі-20С тепле повітря (+40 С) піде з дефлекторів системи опалення через хвилину, а без неї тільки через вісім. Крім того прискорюється прогрів двигуна, знижується викид шкідливих речовин в атмосферу і витрата палива.
Спочатку встановлювалися тільки два двигуни — нові рядні «шестірки» з алюмінієвим блоком циліндрів об'ємом 2,5 л (170 к. с. — 523i) і 2,8 л (193 к. с. — 528i). Ці двигуни легше за своїх «чавунних» попередників на 30-32 кг. Індекс машини з 2,5 л двигуном «знизили» навмисно — з 525i на 523i. Це було зроблено для того, щоб клієнти не подумали, що з роками мотори стають гірше — адже за однакових обсягів потужність нового двигуна менше на 22 к. с. Однак нові двигуни відрізняються не тільки алюмінієвим блоком — вони розвивають більший крутний момент на низьких обертах. Коробка передач — 5-ступінчаста механічна або автоматична. Про те, що автомобіль обладнаний автоматичною КПП, говорить буква «А» в позначенні моделі, наприклад 523iA.
Навесні 1996 р. до них приєдналися 6-циліндровий бензиновий мотор об'ємом 2 л (150 к. с. — 520i), «старий» віхрекамерний дизель з чавунним блоком в 2,5 л із проміжним охолодженням повітря (143 к. с. — 525tds) і дві V-подібних «вісімки» об'ємом 3,5 л (235 к. с. — 535i) і 4,0 л (286 к. с. — 540i). Автомобілі з двигунами V8 можна оснастити 6-ступінчастою механічною КПП.
А з весни 1997 виробничу програму доповнив новий універсал Touring (до цього випускали універсал на базі Е34), який на 90 мм довше і на 100 кг важче седана. Вони мають гарну місткість і зберігають чудові їздові якості седанів. Гамма двигунів для універсала аналогічна такій, як у седана. Список стандартного оснащення був доповнений двома бічними подушками безпеки.
У вересні з'явилися подушки безпеки в підголівниках для водія і пасажира. А в кінці року з'явилася броньована по класу В4 модель 540i Protection, здатна протистояти стрілецькій зброї (калібром як мінімум 0,44), вибухів гранат, ударам саперної лопатки. Все це стало можливим завдяки броні з араміди і вбудованим куленепробивним склом. У цілому за 1998 рік випустили не менше 500 (точна цифра тримається в секреті) таких автомобілів за ціною від 178 400 DM.
Через рік у вересні 1998 р. відновилося виробництво швидкісної моделі М5 — власної тюнінгової версії автомобіля 540i. На новій М5 встановлений форсований 5-літровий двигун V8, конструктивно схожий з серійним 4,4-літровим агрегатом. Він обладнаний системою Double-VANOS і восьми індивідуальними дросельними заслінками. Вперше на серійній моделі BMW його потужність склала 400 к.с., а динамічні якості стали навіть краще, ніж у М3 — 5,3 с до 100 км / год. М5 комплектується тільки 6-ступінчастою механічною КПП.
У 1999 р. зовні автомобілі не змінилися, а от під капотами сталися великі зміни: 6-циліндрові двигуни отримали керування обома розподілвалами Double-VANOS (раніше — тільки одним), 8-циліндрові — систему VANOS для впускних клапанів і двоступеневі каталітичні нейтралізатори, що дозволили задовольнити вимогам Euro 4 2005 року. Крім зниження токсичності вихлопу, досягнуто збільшення крутного моменту, а також підвищена паливна економічність.
Ще одна новинка — 184-сильний дизель із нерозділеною камерою згоряння, системою впорскування CommonRail, турбонаддувом і проміжним охолоджуванням на моделі 530d. Автомобіль здатний розвивати 225 км / год і витрачати в стандартному заміському циклі менше 6 л/100 км. Попри повну перевагу нового дизеля, виробництво старого віхрекамерного (525tds) тривало ще деякий час.
У середині липня BMW попросила європейські структури змінити моделі 530d і 525tds як дозволені для роботи в таксі. Це відбулося після відходу з BMW Пішетсрідера, який навідріз відмовлявся давати BMW таксистам, незважаючи на багаторазове звернення багатьох профспілок таксистів до баварців з проханням продавати їм BMW 5-ї серії з новітніми турбодизелями.
На початку 2000 р. з'явилася недорога 520d з 2,0-літровим 4-циліндровим дизелем безпосереднього впорскування, вперше випробована на «трійці» 320d. Його потужності (136 к.с.) цілком вистачає, щоб навіть 1,6-тонний 520d Touring розганяти з місця до 100 км / год за 10,9 с. У порівнянні з бензиновою 520i Touring середня витрата палива новинки знижена приблизно на третину.
Потужніша 525d замінила попередницю 525tds із віхрекамерним 143-сильним дизелем. Новий 2,5-літровий 6-циліндровий турбонаддувний дизель безпосереднього вприскування теж оснащений системою паливоподачі Common Rail і розвиває 163 к.с.
Серійні комплектації включають цілий «букет» систем активної безпеки: антиблокувальна гальмівна система, ASC + T (автоматичний контроль стабільності з регулятором тягової сили), DSC III (система динамічної стабілізації руху) і DBC (динамічна стабілізація розподілу гальмівних сил). На замовлення можливі такі «опції», як пневмоелементи в задній підвісці (регулюють крен кузова), повний «електропакет» з пам'яттю на установку водійського сидіння, керма і дзеркал заднього виду, подвійні бічні скла, система контролю тиску повітря в шинах (RDC), підігрів керма, автоматична кліматична установка з контролем забруднення зовнішнього повітря (AUC) та ін. У 2000 р. з'явилося і водійське сидіння так званого активного типу, яке до цього пропонувалося тільки на машинах 7-ї серії.

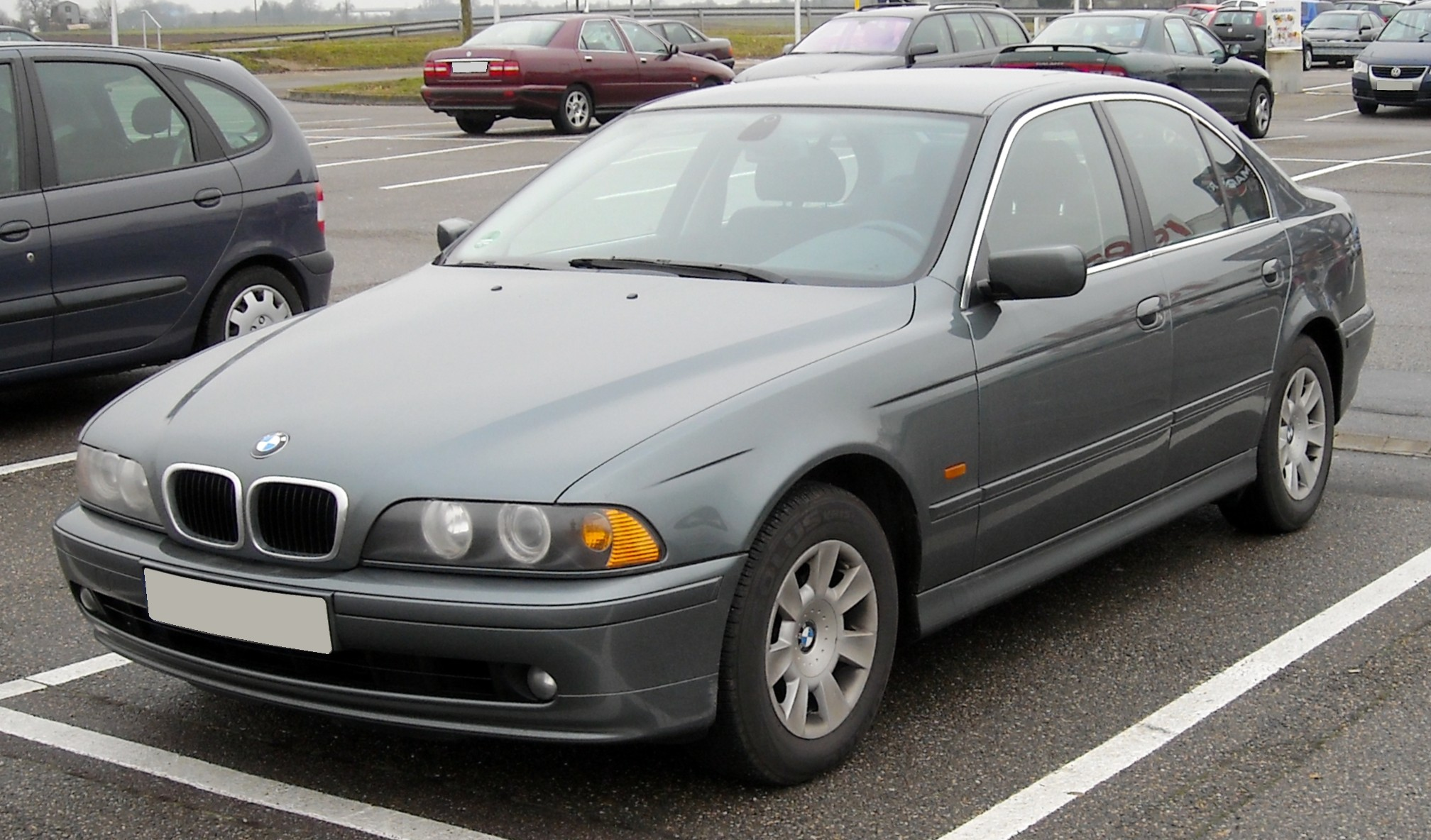
BMW E39 (2000–2003)
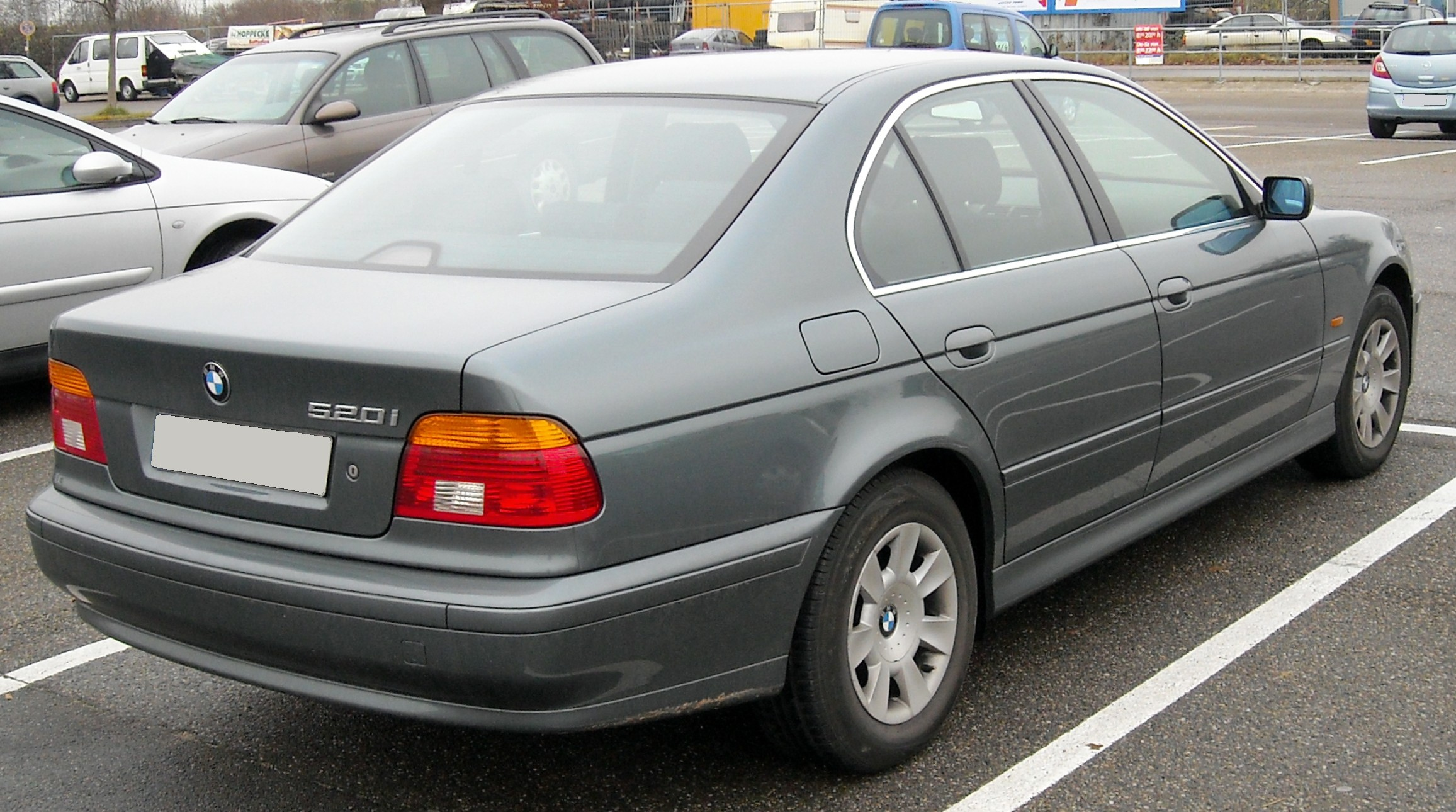
BMW E39 (2000–2003)
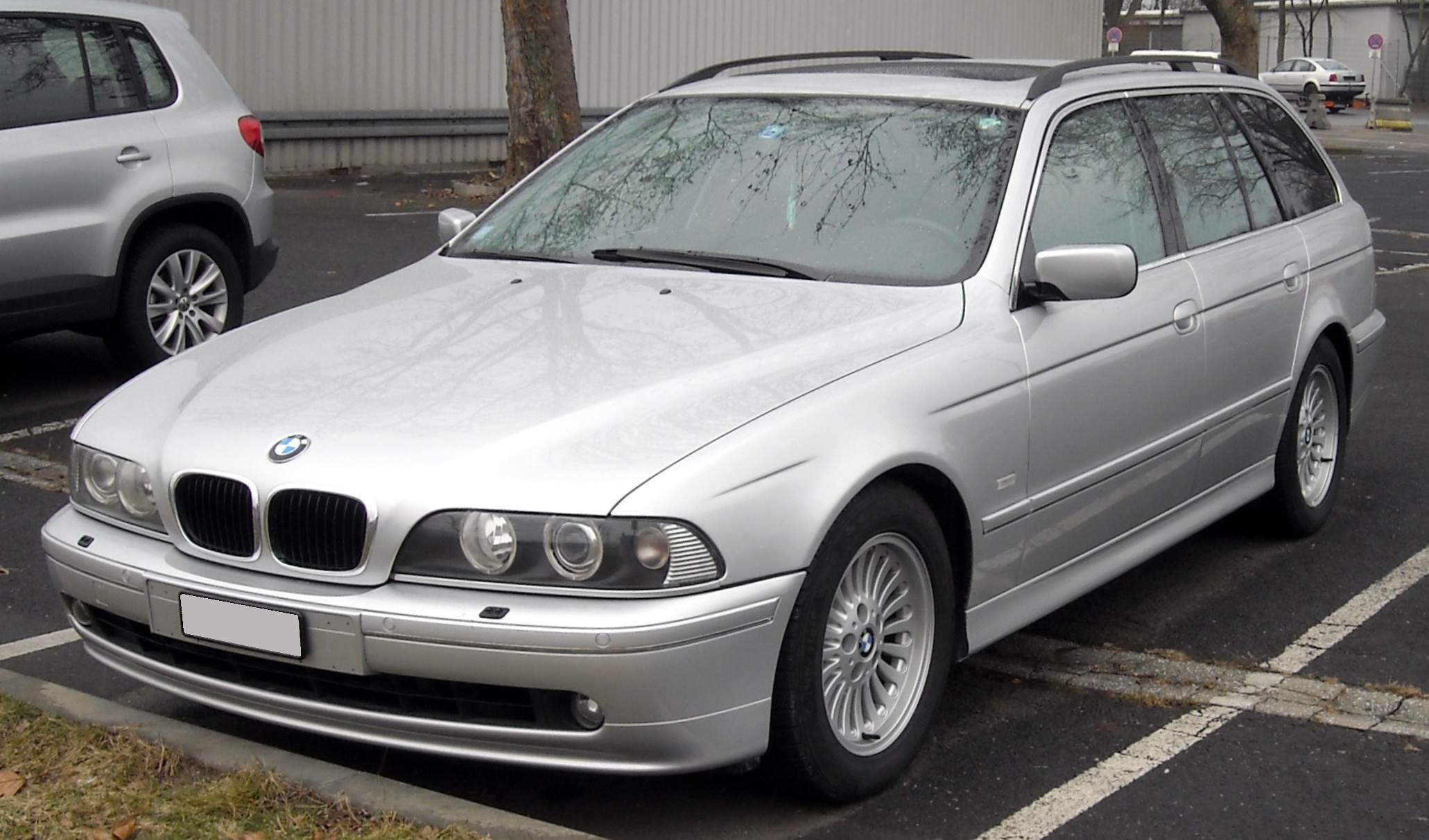
BMW E39 Touring (2000–2004)
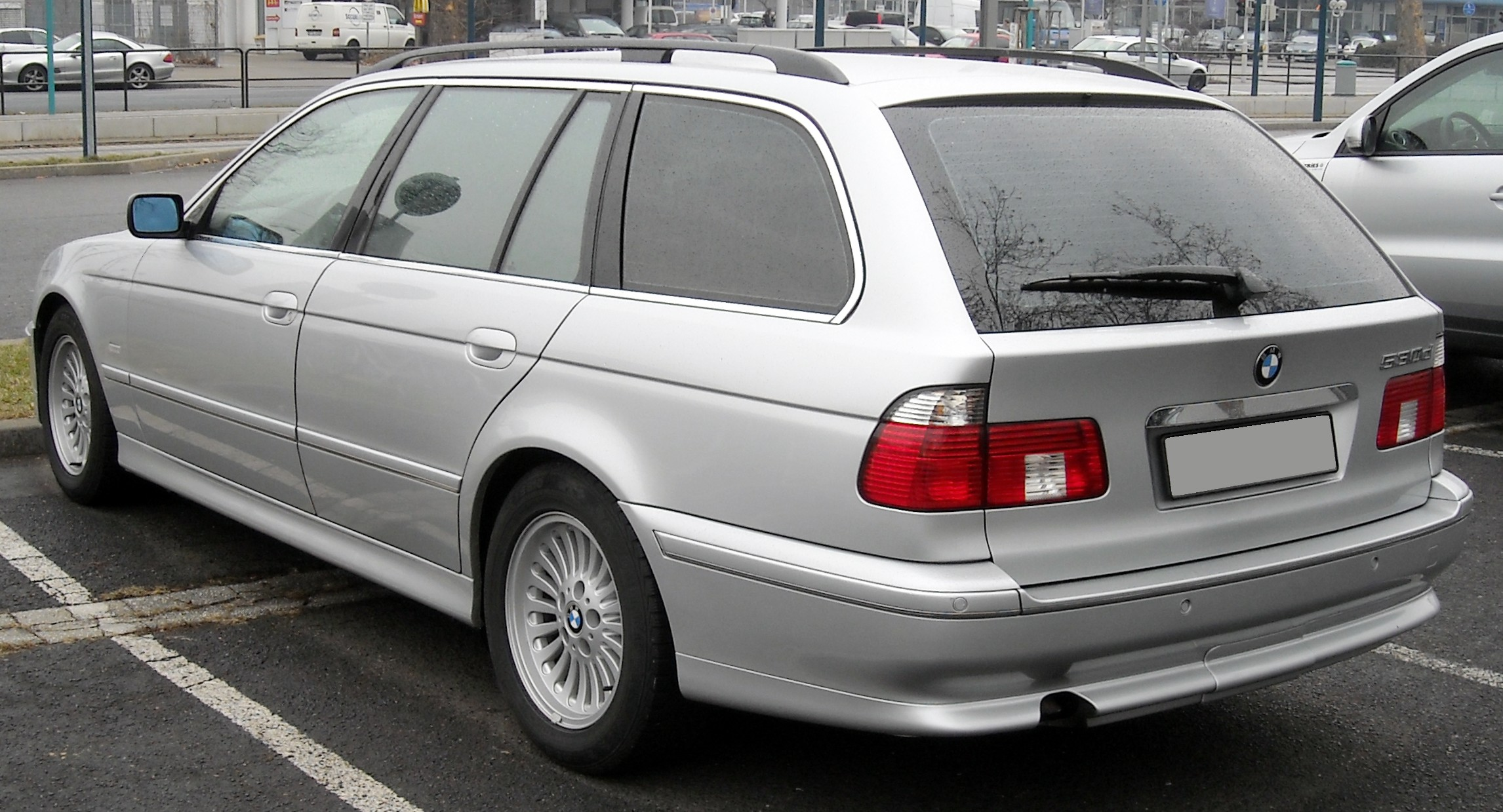
BMW E39 Touring (2000–2004)
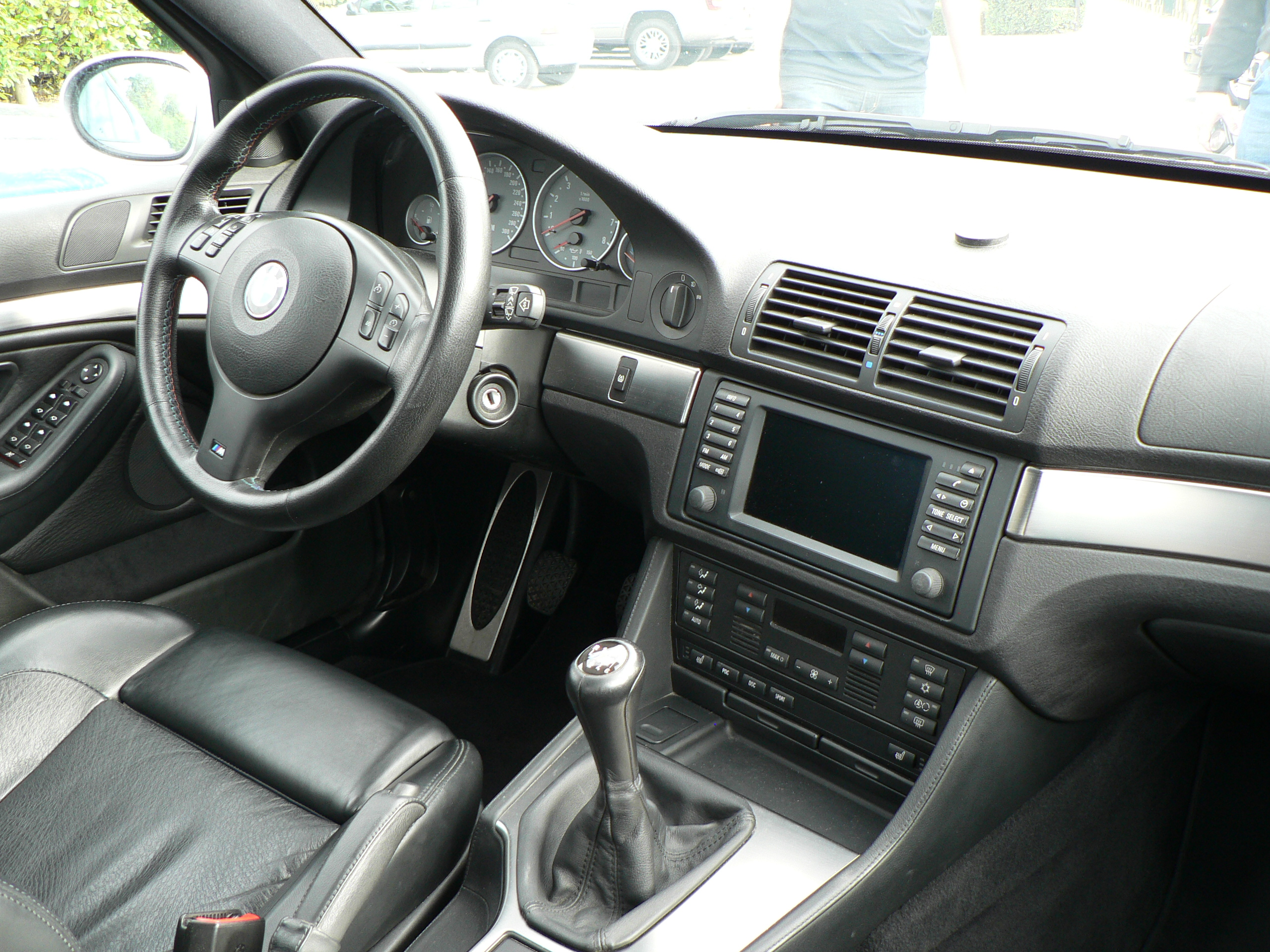
Салон

Восени 2000 р. відбулася перша модернізація сімейства моделей 5-ї серії. Зовні оновлена «п'ятірка» легко впізнається за прозорими блоками фар із круглими жовтими покажчиками поворотів і новим переднім спойлером із круглими протитуманними фарами. Проте головні зміни приховані всередині — тут з'явилися відразу три нові двигуни M54 для моделей 520i, 525i і 530i. Усі вони рядні 6-циліндрові з системами Double Vanos і впускними трубопроводами змінної довжини (а в 3,0-літрового — ще і регульований випуск). Перший двигун для 520i створений на базі колишнього 2,0-літрового агрегату головним чином завдяки збільшенню ходу поршня з 66 до 72 мм, що дало змогу збільшити його робочий об'єм з 1991 до 2171 см³, а максимальну потужність — з 150 до 170 к. с. при 6250 об / хв. Проте машина одержала індекс 520i, хоча формально було б справедливіше 522i. Другий двигун — це колишній 2,5-літровий агрегат моделі 523i, але у модернізованому варіанті розвиває вже не 170, а 192 к. с. (Індекс 523i замінили на правильний 525i). Третій двигун для 530i вперше (в середині 2000 року) з'явився на моделях третьої серії — це 3,0-літровий двигун зі значною потужністю в 231 к. с.

## Двигуни
| Модель | Об'єм см³ | Потужність кВт (к.с.) при об/хв  | Крутний момент Нм при об/хв | Код двигуна  | Роки випуску |
| ------ | --------- | -------------------------------- | --------------------------- | ------------ | ------------ |
| 520i   | 1991 см³  | 101кВт (150 к.с.) при 5900 об/хв | 190 Нм при 4200 об/хв       | BMW M52      | 1995-1998    |
| 520i   | 1991 см³  | 101кВт (150 к.с.) при 5900 об/хв | 190 Нм при 3500 об/хв       | BMW M52 (TÜ) | 1998-2000    |
| 520i   | 2171 см³  | 125кВт (170 к.с.) при 6100 об/хв | 210 Нм при 3500 об/хв       | M54B22       | 2000-2004    |
| 523i   | 2494 см³  | 125кВт (170 к.с.) при 5900 об/хв | 245 Нм при 3950 об/хв       | BMW M52      | 1995-1998    |
| 523i   | 2494 см³  | 125кВт (170 к.с.) при 5900 об/хв | 245 Нм при 3500 об/хв       | BMW M52 (TÜ) | 1998-2000    |
| 525i   | 2494 см³  | 141кВт (192 к.с.) при 5900 об/хв | 245 Нм при 3500 об/хв       | M54B25       | 2000-2004    |
| 528i   | 2793 см³  | 142кВт (193 к.с.) при 5300 об/хв | 280 Нм при 3950 об/хв       | BMW M52      | 1995-1998    |
| 528i   | 2793 см³  | 142кВт (193 к.с.) при 5500 об/хв | 280 Нм при 3500 об/хв       | BMW M52 (TÜ) | 1998-2000    |
| 530i   | 2979 см³  | 170кВт (231 к.с.) при 5500 об/хв | 300 Нм при 3500 об/хв       | M54B30       | 2000-2004    |
| 535i   | 3498 см³  | 173кВт (235 к.с.) при 5700 об/хв | 320 Нм при 3300 об/хв       | BMW M62      | 1996-1998    |
| 535i   | 3498 см³  | 180кВт (245 к.с.) при 5800 об/хв | 345 Нм при 3800 об/хв       | BMW M62 (TÜ) | 1998-2003    |
| 540i   | 4398 см³  | 210кВт (286 к.с.) при 5700 об/хв | 420 Нм при 3900 об/хв       | BMW M62      | 1996-1998    |
| 540i   | 4398 см³  | 210кВт (286 к.с.) при 5400 об/хв | 440 Нм при 3600 об/хв       | BMW M62 (TÜ) | 1998-2004    |
| M5     | 4941 см³  | 294кВт (400 к.с.) при 6600 об/хв | 500 Нм при 3800 об/хв       | S62B50       | 1998-2003    |

| Модель | Об'єм см³ | Потужність кВт (к.с.) при об/хв  | Крутний момент Нм при об/хв | Код двигуна  | Роки випуску |
| ------ | --------- | -------------------------------- | --------------------------- | ------------ | ------------ |
| 520d   | 1951 см³  | 100кВт (136 к.с.) при 4000 об/хв | 280 Нм при 1750 об/хв       | M47D20       | 2000–2003    |
| 525td  | 2497 см³  | 85кВт (115 к.с.) при 4800 об/хв  | 230 Нм при 1900 об/хв       | M51D25       | 1996–2000    |
| 525tds | 2497 см³  | 105кВт (143 к.с.) при 4600 об/хв | 280 Нм при 2200 об/хв       | BMW M51 (TÜ) | 1996–2000    |
| 525d   | 2497 см³  | 120кВт (163 к.с.) при 4000 об/хв | 350 Нм при 2000—2500 об/хв  | M57D25       | 2000–2004    |
| 530d   | 2926 см³  | 135кВт (184 к.с.) при 4000 об/хв | 390 Нм при 1750-3200 об/хв  | M57D30       | 1998–2000    |
| 530d   | 2926 см³  | 142кВт (193 к.с.) при 4000 об/хв | 410 Нм при 1750-3000 об/хв  | M57D30       | 2000–2004    |